# Akiko Santō
Akiko Santō (山東 昭子 Santō Akiko?,  Setagaya, Tokio, 11 de mayo de 1942) es una política, actriz, actriz de doblaje y personalidad televisiva japonesa; miembro del Partido Liberal Democrático. Es la presidenta de la Cámara de Consejeros de Japón.

## Biografía
Nació el 11 de mayo de 1942, en la región especial japonesa de Setagaya, Tokio. Es sobrina nieta de Kodama Ryōtarō (1872-1921), miembro de la Cámara de Representantes.

### Cámara de Consejeros
Santō fue elegida a la Cámara de Consejeros por primera vez en 1974, después de trabajar como actriz y reportera. Fue Viceministra Parlamentaria de Medio Ambiente y Ministra de Estado y directora general de la Agencia de Ciencia y Tecnología. Se convirtió en Vicepresidenta de la Cámara de Consejeros en 2007 y presidió la Reunión Plenaria Conjunta de miembros del partido de ambas cámaras de la Dieta. En 2019 asumió la presidencia de la Cámara.

## El episodio de Senkaku
Jugó un papel importante en la venta de tres de las Islas Senkaku. Conocía al terrateniente desde hacía 30 años, y en 2011 él le dijo que quería vendérselo al gobernador de Tokio, Shintarō Ishihara, en lugar de al Gobierno y al primer ministro Yoshihiko Noda. Finalmente, el estado compró la tierra por $ 25,5 millones en 2012.
Al igual que Ishihara, Santō está afiliada al lobby de extrema derecha Nippon Kaigi, que reclama la propiedad japonesa de estas islas, que también son reclamadas por la República Popular China y la República de China (Taiwán).